# Onthophagus labdacus
Onthophagus labdacus är en skalbaggsart som beskrevs av Vladimir Balthasar 1969. Onthophagus labdacus ingår i släktet Onthophagus och familjen bladhorningar. Inga underarter finns listade i Catalogue of Life.